# 417
Період падіння Західної Римської імперії. У Східній Римській імперії триває правління Феодосія II. У Західній формально править Гонорій, але значна частина території окупована варварами. У Китаї правління династії Цзінь. В Індії правління імперії Гуптів. У Японії триває період Ямато. У Персії править династія Сассанідів.
На території лісостепової України Черняхівська культура. У Північному Причорномор'ї готи й сармати. Історики VI століття згадують плем'я антів, що мешкало на території сучасної України приблизно з IV сторіччя. З'явилися гуни, підкорили остготів та аланів й приєднали їх до себе.

## Події
- Імператор Гонорій змусив свою зведену сестру Галлу Плацидію одружитися з військовим магістром Констанцієм.
- Візіготи отримали Аквітанію на правах федератів Західної Римської імперії. Їхньою столицею стала Тулуза.
- Папа Іннокентій I засудив пелагіанізм.
- 41-м Папою Римським став Зосима.

## Померли
- Іннокентій I, Папа Римський.